# Gelliodes ramosa
Gelliodes ramosa är en svampdjursart som beskrevs av Kieschnick 1900. Gelliodes ramosa ingår i släktet Gelliodes och familjen Niphatidae. Inga underarter finns listade i Catalogue of Life.